# Wahlkreis Meißen-Dresden Süd
Der Wahlkreis  Meißen-Dresden Süd war ein Landtagswahlkreis zu den sächsischen Landtagswahlen 1994 und 1999. Er hatte zu diesen Wahlen die Wahlkreisnummer 41.

## Wahlkreisgebiet
Folgende Städte und Gemeinden der früheren Wahlkreise Dresden, Land II – Freital III und Dippoldiswalde – Freital II gehörten 1994 zum Wahlkreis Meißen-Dresden Süd: Altfranken, Colmnitz, Cossebaude, Coswig, Dorfhain, Gompitz, Grumbach, Kurort Hartha, Kesselsdorf, Klingenberg,  Mobschatz, Mohorn, Pesterwitz, Pohrsdorf, Radebeul und Tharandt.
1999 waren die Ortschaften Altfranken und Cossebaude bereits nach Dresden eingemeindet, verblieben aber noch im Wahlkreis Meißen-Dresden Süd.
Für die Landtagswahlen 2004 wurde erneut die Wahlkreisstruktur in Sachsen verändert. Das Gebiet des Wahlkreises Meißen-Dresden Süd wurde auf die drei Wahlkreise Meißen 2, Weißeritzkreis 1 und Wahlkreis Dresden 4 aufgeteilt. Der zweimalige Wahlsieger des Wahlkreises
Meißen-Dresden Süd Matthias Rößler trat nun im Wahlkreis Meißen 2 für die CDU als Spitzenkandidat an.

## Wahl 1999
Die Landtagswahl 1999 fand am 19. September 1999 statt und hatte folgendes Ergebnis für den Wahlkreis Meißen-Dresden Süd
| Direktkandidat      | Partei          | Erststimmen in % | Zweitstimmen in % |
| ------------------- | --------------- | ---------------- | ----------------- |
| Matthias Rößler     | CDU             | 60,4             | 62,6              |
| Kathrin Spoerl      | SPD             | 09,9             | 07,9              |
| Gisela Leuthold     | PDS             | 20,3             | 18,9              |
| Klaus-Peter Mieth   | GRÜNE           | 04,1             | 03,4              |
| Alexander Wolf      | F.D.P.          | 02,2             | 01,1              |
| Ronald Galle        | BüSo            | 01,1             | 00,2              |
| Dietmar Klingenberg | DSU             | 02,0             | 00,5              |
| -                   | GRAUE           | -                | 00,3              |
|                     | REP             | -                | 01,2              |
| -                   | FP Deutschlands | -                | 00,0              |
| -                   | pro DM          | -                | 02,0              |
| -                   | KPD             | -                | 00,1              |
| -                   | NPD             | -                | 01,3              |
| -                   | Forum           | -                | 00,2              |
| -                   | PBC             | -                | 00,2              |

Es waren 70.574 Personen wahlberechtigt. Die Wahlbeteiligung lag bei 67,0 %. Von den abgegebenen Stimmen waren 1,1 % ungültig. Als Direktkandidat wurde Matthias Rößler (CDU) gewählt. Er erreichte 60,4 % aller gültigen Stimmen.

## Wahl 1994
Die Landtagswahl 1994 fand am 11. September 1994 statt und hatte folgendes Ergebnis für den Wahlkreis Meißen-Dresden Süd:
| Direktkandidat  | Partei | Erststimmen in % | Zweitstimmen in % |
| --------------- | ------ | ---------------- | ----------------- |
| Matthias Rößler | CDU    | 52,5             | 60,9              |
| Manfred Müntjes | SPD    | 14,8             | 13,2              |
| Volkmar Kunze   | F.D.P. | 10,4             | 02,5              |
|                 | GRÜNE  | -                | 04,8              |
|                 | DSU    | -                | 00,6              |
|                 | REP    | -                | 01,5              |
| Ilona Rau       | Forum  | 07,2             | 01,8              |
| Gisela Leuthold | PDS    | 15,0             | 14,4              |
|                 | SPS    | -                | 00,3              |

Es waren 62.158 Personen wahlberechtigt. Die Wahlbeteiligung lag bei 62,4 %. Von den abgegebenen Stimmen waren 1,2 % ungültig. Als Direktkandidat wurde  Matthias Rößler (CDU) gewählt. Er erreichte 52,5 % aller gültigen Stimmen.